# Mind: Path to Thalamus
Mind: Path to Thalamus est un jeu vidéo d'aventure et de réflexion développé et édité par Carlos Coronado, sorti en 2014 sur Windows.

## Accueil
- Adventure Gamers : 3,5/5[1]
- Canard PC : 7/10[2]